# حزرة (إدلب)
حزرة قرية سورية تتبع ناحية الدانا في منطقة حارم في محافظة إدلب. بلغ عدد سكانها 631 نسمة في عام 2004 حسب إحصاء المكتب المركزي للإحصاء.

## الموقع والتسمية
تقع شمال إدلب وتبعد عنها حوالي (40)كم وتبعد عن الدانا (3)كم، وجاءت تسميتها كما ورد في كتاب «الظاهر والمدفون في بلد الزيتون» من العربية حزرة أي ما حزر بأيدي القوم من خيار أموالهم، وقيل حزرة المال خياره، وبها سمي الرجل، وحزيرته كذلك، ويقال هذه حزرة نفسه، أي خير ما عندي، والحزرات جمع حزرة، وقيل هي العلائق، والحزرة: موت الأفاضل، والحزّورةُ: الرابية الصغيرة ويرى أهلها أن تسميتها نسبة إلى بئر ماء يقع شرقي القرية هو (بئر حزرة) وهو موقع أثري مأهول الآن، فيه أخربه قديمة لجدران وبعض كتابات مسيحية هذا هو موقع القرية الحديث، أمّا موقع حزرة القديمة فغير مأهول، على طرف جبل الحلقة ولم ينقب فيه بعد. وهذه الآثار تعطيها تاريخاً يعود إلى العهد البيزنطي.
قرية صغيرة يبلغ مساحة ربضها (655) هكتارا. وفيها مسجد ومدرسة ابتدائية

## معرض الصور

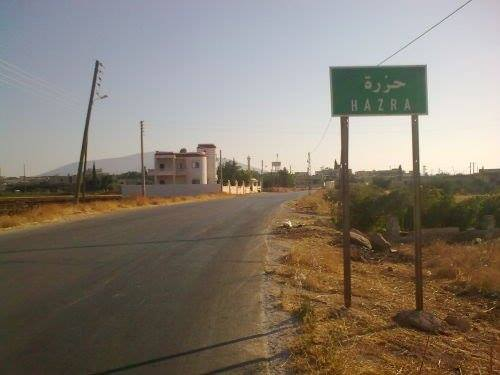
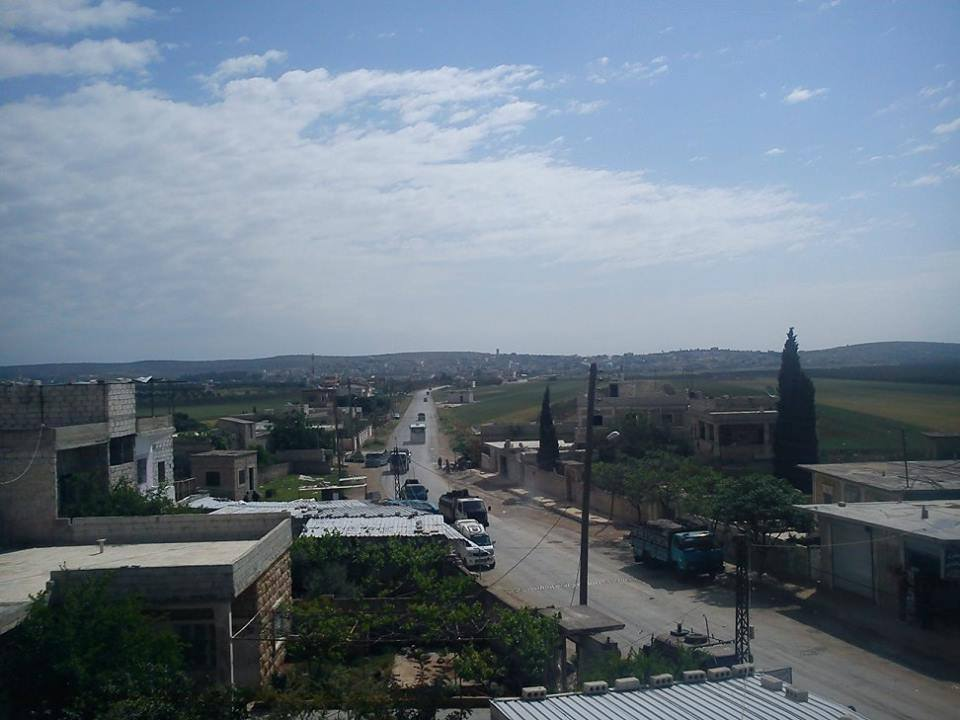
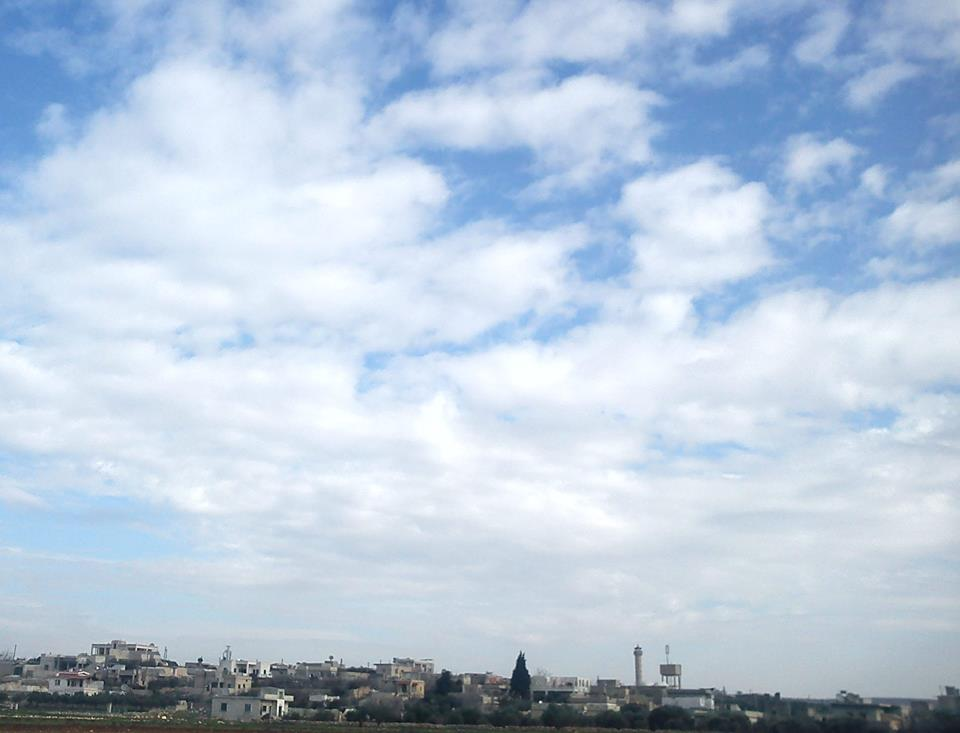
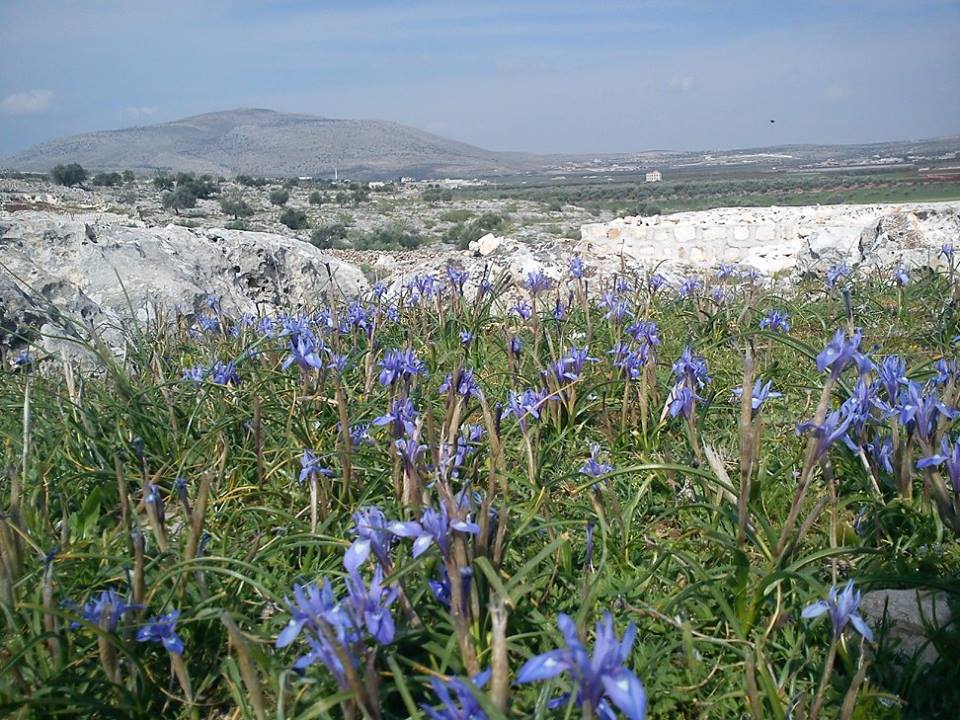
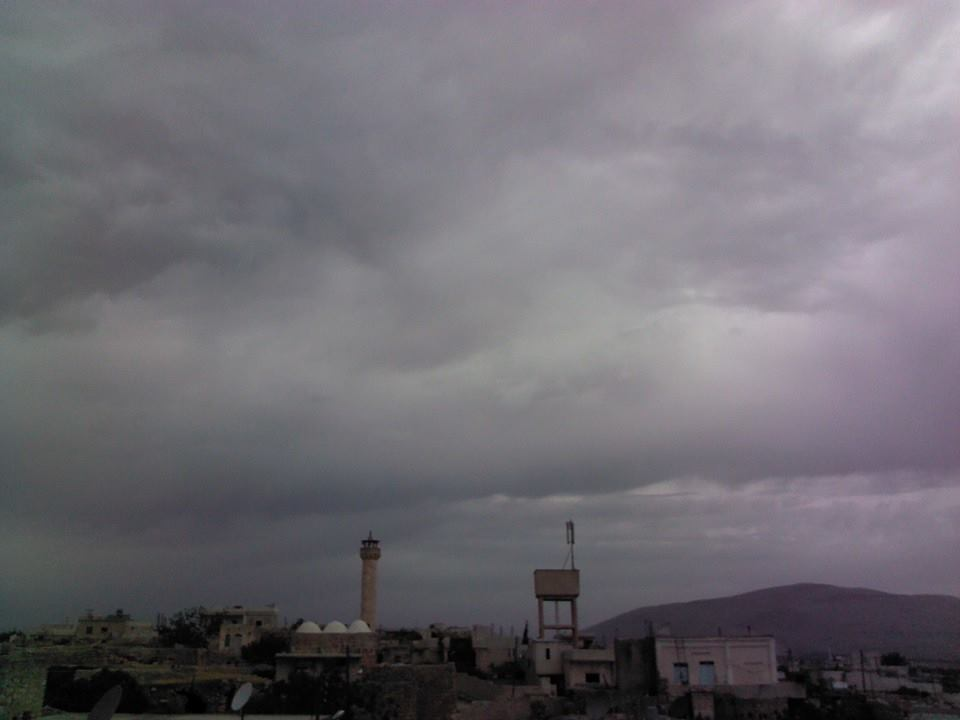